# Georg von Dincklage
Karl Georg Dincklage, seit 1871 von Dincklage, (* 8. Mai 1825 in Bentheim; † 8. November 1902 in Charlottenburg) war ein preußischer Generalleutnant.

## Leben

### Herkunft
Er war der Sohn des Wasserbaudirektors Karl Dincklage († 1888) und dessen Ehefrau Charlotte, geborene Drees († 1874).

### Militärkarriere
Dincklage besuchte das Gymnasium in Celle und trat am 1. Mai 1843 in das „Kronprinz“ Dragoner-Regiment der Hannoverschen Armee ein. Dort avancierte er Mitte Oktober 1843 zum Portepeefähnrich und kam mit seiner Beförderung zum Sekondeleutnant am 6. Januar 1845 in das Garde-Husaren-Regiment. Im Juni 1849 stieg Dincklage zum Premierleutnant auf und fungierte von Oktober 1851 bis Ende Mai 1857 als Regimentsadjutant. Daran schloss sich eine Verwendung als Adjutant der 2. Kavallerie-Brigade in Verden an. In dieser Stellung wurde Dincklage am 19. Mai 1858 Rittmeister und ein Jahr später in gleicher Eigenschaft zur Kavallerie-Division nach Hannover versetzt. Am 1. Oktober 1861 kehrte er mit der Ernennung zum Eskadronchef im „Königin“ Husaren-Regiment in den Truppendienst zurück. Im März/April 1861 war Dincklage zur Begleitung des Kommandeurs der Kavallerie, Generalleutnant von Hammerstein nach London kommandiert. 1866 nahm er während des Krieges gegen Preußen an der Schlacht bei Langensalza teil.
Nach dem verlorenen Krieg und der Annexion des Königreichs Hannover wurde Dincklage am 9. März 1867 als Rittmeister in die Preußische Armee übernommen und dem Husaren-Regiment Nr. 15 aggregiert, sowie am 20. Mai 1867 als Eskadronchef einrangiert. Ende Mai 1867 avancierte er zum Major und am 22. März 1868 als etatsmäßiger Stabsoffizier in das Königs-Husaren-Regiment (1. Rheinisches) Nr. 7 nach Bonn versetzt. In dieser Stellung nahm Dincklage 1870/71 während des Krieges gegen Frankreich an den Kämpfen bei Gravelotte, Amies, Hallue, Bapaume und Saint-Quentin sowie an der Belagerung von Metz teil. Ausgezeichnet mit dem Eisernen Kreuz II. Klasse wurde er nach dem Friedensschluss am 16. Juni 1871 aus Anlass des Einzuges der siegreichen Truppen in Berlin durch Wilhelm I. in den erblichen preußischen Adelsstand erhoben.
Unter Stellung à la suite beauftragte man Dincklage am 12. Dezember 1871 mit der Führung des Ostpreußischen Dragoner-Regiments Nr. 10 in Metz. Als Oberstleutnant wurde er am 15. August 1872 zum Regimentskommandeur ernannt und avancierte am 19. September 1874 zum Oberst. Unter Stellung à la suite seines Regiments erfolgte am 12. Juni 1880 die Ernennung zum Kommandeur der 31. Kavallerie-Brigade und am 18. Januar 1881 stieg Dincklage zum Generalmajor auf. Am 17. Oktober 1883 wurde er nach Frankfurt am Main versetzt und zum Kommandeur der dort stationierten 21. Kavallerie-Brigade ernannt. Dieses Kommando gab er am 11. Februar 1886 an seinen Nachfolger Alexander von Scholten ab und wurde anschließend unter Verleihung des Charakters als Generalleutnant zum Kommandanten der Stadt Frankfurt am Main ernannt. In dieser Stellung erhielt er am 6. Januar 1887 das Patent zu seinem Dienstgrad sowie in Würdigung seiner Leistungen am 5. Mai 1888 den Stern zum Roten Adlerorden II. Klasse mit Eichenlaub. Unter Verleihung des Kronenordens I. Klasse wurde Dincklage am 17. Juni 1889 mit der gesetzlichen Pension zur Disposition gestellt.

### Familie
Dincklage hatte sich am 4. Juli 1853 in Frankfurt am Main mit Elvira Dominga Mooyer (1837–1905) verheiratet. Aus der Ehe gingen folgende Kinder hervor:
- Georg Hermann Karl (* 1857), preußischer Major a. D. im 1. Garde-Ulanen-Regiment ⚭ 16. Juni 1886 Lorry Emily Kutter (* 1866)
- Ines Pepita (* 1859)
- Alfred Alexandro (1861–1892), preußischer Kammergerichtsreferandar
- Max Ildesonso Adolf (* 1864), preußischer Rittmeister im Ulanen-Regiment Nr. 16 ⚭ 1897 Helene Hainauer